# Cúp FA Hàn Quốc 2009
Cúp FA Hàn Quốc 2009, hay Cúp FA Hana Bank vì lý do tài trợ, là mùa giải thứ 14 của Cúp FA Hàn Quốc. Mùa giải khởi tranh từ ngày 1 tháng 3 năm 2009 và kết thúc ngày 8 tháng 11 năm 2009 với việc Suwon Samsung Bluewings đánh bại Seongnam Ilhwa Chunma 4–2 trong loạt sút luân lưu sau khi hòa 1–1.
Đội vô địch giành suất tham dự AFC Champions League 2010.

## Kết quả

### Vòng Sơ loại

#### Vòng Một
| Đại học Hanyang | 1–0 | Đại học Dongguk |
| --------------- | --- | --------------- |
| Ju Min-Kyu 75'  |     |                 |

| Cheongju Jikji FC   | 2–2 | Samcheok Shinwoo Electronics |
| ------------------- | --- | ---------------------------- |
| Lee Ki-Dong 80' 90' |     | Ko Hwa-Seop · Jeong Jun-Ho   |
| Loạt sút luân lưu   |     |                              |
|                     | 7–6 |                              |

| Seoul United      | 1–0 | Yong-in FC |
| ----------------- | --- | ---------- |
| Kang Hyun-Jin 44' |     |            |

| Đại học Chung-Ang | 7–1 | A-hyun FC        |
| --- | --- | ---------------- |
| Kim Pyung-Rae 25' · Lee Ji-Hoon 29' · Lee Hyo-Min 31' 52' · Yoo Seung-Chul 72' · Kim Sung-Joon 79' · Choi Yeon-Ho 87' |     | Kwon Woo-Jin 62' |

| Gumi Siltron                        | 2–1 | Gwangju Gwangsan FC |
| ----------------------------------- | --- | ------------------- |
| Woo Min-Hyuk 9' · Jeon Jun-Yeon 72' |     | Kim Byung-Woon 59'  |

| Đại học Sunmoon   | 1–0 | Yangju FC |
| ----------------- | --- | --------- |
| Lee Haeng-Soo 22' |     |           |

#### Vòng Hai
| Đại học Kyunghee  | 1–1 | Đại học Hanyang   |
| ----------------- | --- | ----------------- |
| Lee Dong-hyun 90' |     | Jeong Da-Seul 75' |
| Loạt sút luân lưu |     |                   |
|                   | 5–4 |                   |

| Đại học Jeonju | 0–1 | Seoul United     |
| -------------- | --- | ---------------- |
|                |     | Shin Jin-Won 65' |

| Đại học Hàn Quốc  | 1–1 | Cheongju Jikji FC   |
| ----------------- | --- | ------------------- |
| Lee Yong 75'      |     | Sung Hwan-Woong 50' |
| Loạt sút luân lưu |     |                     |
|                   | 5–4 |                     |

| Đại học Hongik | 0–1 | Đại học Chung-Ang |
| -------------- | --- | ----------------- |
|                |     | Lee Nam-Yong 34'  |

| Đại học Yonsei | 0–2 | Gumi Siltron                        |
| -------------- | --- | ----------------------------------- |
|                |     | Kim Young-jun 4' · Woo Min-Hyuk 56' |

| Đại học Soongsil | 0–1 | Đại học Sunmoon  |
| ---------------- | --- | ---------------- |
|                  |     | Kim Jung-Min 24' |

#### Third round
| Đại học Kyunghee  | 1–1 | Seoul United     |
| ----------------- | --- | ---------------- |
| Kang Joo-Ho 78'   |     | Kim Dong-Hae 72' |
| Loạt sút luân lưu |     |                  |
|                   | 4–3 |                  |

| Đại học Hàn Quốc  | 1–1 | Đại học Chung-Ang |
| ----------------- | --- | ----------------- |
| Park Hee-Sung 58' |     | Sim Jae-Myung 39' |
| Loạt sút luân lưu |     |                   |
|                   | 4–5 |                   |

| Gumi Siltron                          | 2–2 | Đại học Sunmoon       |
| ------------------------------------- | --- | --------------------- |
| Park Jin-Han 55' · Jeong Jun-Yeon 78' |     | Lee Haeng-Soo 59' 70' |
| Loạt sút luân lưu                     |     |                       |
|                                       | 1–4 |                       |

### Vòng Chung kết

#### Bracket
|  | Vòng 32 đội                      | Vòng 32 đội |  |  | Vòng 16 đội            | Vòng 16 đội |                        |       | Tứ kết                | Tứ kết |                        |   | Bán kết | Bán kết |                     |       | Chung kết | Chung kết |  |
|  |                                  |             |  |  |                        |             |                        |       |                       |        |                        |   |         |         |                     |       |           |           |  |
|  | Gyeongnam FC                     | 1           |  |  |                        |             |                        |       |                       |        |                        |   |         |         |                     |       |           |           |  |
|  | Ansan Hallelujah                 | 0           |  |  | Gyeongnam FC           | 0 (4)       |                        |       |                       |        |                        |   |         |         |                     |       |           |           |  |
|  | Daegu FC                         | 3           |  |  | Daegu FC (p)           | 0 (5)       |                        |       |                       |        |                        |   |         |         |                     |       |           |           |  |
|  | Suwon City                       | 1           |  |  |                        |             |                        |       | Daegu FC              | 1 (3)  |                        |   |         |         |                     |       |           |           |  |
|  | Daejeon Citizen                  | 2           |  |  |                        |             | Daejeon Citizen (p)    | 1 (5) |                       |        |                        |   |         |         |                     |       |           |           |  |
|  | Cheonan City                     | 0           |  |  | Daejeon Citizen        | 2           |                        |       |                       |        |                        |   |         |         |                     |       |           |           |  |
|  | Incheon United                   | 0           |  |  | Đại học Kyunghee       | 1           |                        |       |                       |        |                        |   |         |         |                     |       |           |           |  |
|  | Đại học Kyunghee                 | 1           |  |  |                        |             |                        |       | Daejeon Citizen       | 0      |                        |   |         |         |                     |       |           |           |  |
|  | Seongnam Ilhwa Chunma            | 5           |  |  |                        |             |                        |       |                       |        | Seongnam Ilhwa Chunma  | 1 |         |         |                     |       |           |           |  |
|  | Busan Transportation Corporation | 2           |  |  | Seongnam Ilhwa Chunma  | 1           |                        |       |                       |        |                        |   |         |         |                     |       |           |           |  |
|  | Đại học Sunmoon                  | 0 (2)       |  |  | Đại học Chung-Ang      | 0           |                        |       |                       |        |                        |   |         |         |                     |       |           |           |  |
|  | Đại học Chung-Ang (p)            | 0 (4)       |  |  |                        |             |                        |       | Seongnam Ilhwa Chunma | 2      |                        |   |         |         |                     |       |           |           |  |
|  | Ulsan Hyundai                    | 1 (5)       |  |  |                        |             | Pohang Steelers        | 1     |                       |        |                        |   |         |         |                     |       |           |           |  |
|  | Goyang KB Kookmin Bank (p)       | 1 (7)       |  |  | Goyang KB Kookmin Bank | 0           |                        |       |                       |        |                        |   |         |         |                     |       |           |           |  |
|  | Pohang Steelers                  | 7           |  |  | Pohang Steelers        | 4           |                        |       |                       |        |                        |   |         |         |                     |       |           |           |  |
|  | Hongcheon Idu FC                 | 1           |  |  |                        |             |                        |       | Seongnam Ilhwa Chunma | 1 (2)  |                        |   |         |         |                     |       |           |           |  |
|  | Busan I'Park                     | 2           |  |  |                        |             |                        |       |                       |        |                        |   |         |         | Suwon Bluewings (p) | 1 (4) |           |           |  |
|  | Ulsan Hyundai Mipo Dolphin       | 1           |  |  | Busan I'Park           | 0           |                        |       |                       |        |                        |   |         |         |                     |       |           |           |  |
|  | Suwon Bluewings                  | 1           |  |  | Suwon Bluewings        | 1           |                        |       |                       |        |                        |   |         |         |                     |       |           |           |  |
|  | Nowon Hummel                     | 0           |  |  |                        |             |                        |       | Suwon Bluewings       | 3      |                        |   |         |         |                     |       |           |           |  |
|  | Chunnam Dragons                  | 2           |  |  |                        |             | Chunnam Dragons        | 0     |                       |        |                        |   |         |         |                     |       |           |           |  |
|  | Daejeon KHNP                     | 1           |  |  | Chunnam Dragons        | 1           |                        |       |                       |        |                        |   |         |         |                     |       |           |           |  |
|  | Gangwon FC (p)                   | 2 (4)       |  |  | Gangwon FC             | 0           |                        |       |                       |        |                        |   |         |         |                     |       |           |           |  |
|  | Incheon Korail                   | 2 (3)       |  |  |                        |             |                        |       | Suwon Bluewings       | 3      |                        |   |         |         |                     |       |           |           |  |
|  | Jeju United (p)                  | 0 (5)       |  |  |                        |             |                        |       |                       |        | Jeonbuk Hyundai Motors | 0 |         |         |                     |       |           |           |  |
|  | Gangneung City                   | 0 (3)       |  |  | Jeju United (p)        | 1 (4)       |                        |       |                       |        |                        |   |         |         |                     |       |           |           |  |
|  | Yesan FC                         | 0           |  |  | Gwangju Sangmu         | 1 (3)       |                        |       |                       |        |                        |   |         |         |                     |       |           |           |  |
|  | Gwangju Sangmu                   | 5           |  |  |                        |             |                        |       | Jeju United           | 2      |                        |   |         |         |                     |       |           |           |  |
|  | Jeonbuk Hyundai Motors           | 1           |  |  |                        |             | Jeonbuk Hyundai Motors | 5     |                       |        |                        |   |         |         |                     |       |           |           |  |
|  | Changwon City                    | 0           |  |  | Jeonbuk Hyundai Motors | 3           |                        |       |                       |        |                        |   |         |         |                     |       |           |           |  |
|  | FC Seoul                         | 2           |  |  | FC Seoul               | 1           |                        |       |                       |        |                        |   |         |         |                     |       |           |           |  |
|  | Gimhae City                      | 0           |  |  |                        |             |                        |       |                       |        |                        |   |         |         |                     |       |           |           |  |

#### Vòng 32 đội
| Gyeongnam FC | 1–0 | Ansan Hallelujah |
| ------------ | --- | ---------------- |
| Índio 68'    |     |                  |

| Đại học Sunmoon   | 0–0 | Đại học Chung-Ang |
| ----------------- | --- | ----------------- |
|                   |     |                   |
| Loạt sút luân lưu |     |                   |
|                   | 2–4 |                   |

| Pohang Steelers                                                                         | 7–1 | Hongcheon Idu FC |
| --------------------------------------------------------------------------------------- | --- | ---------------- |
| Cho Chan-Ho 12' · Ristić 13' 38' 89' · Noh Byung-Joon 19' 59' · Lee Seon-Hoo 28' (l.n.) |     | Lee Seon-Hoo 51' |

| Incheon United | 0–1 | Đại học Kyunghee  |
| -------------- | --- | ----------------- |
|                |     | Yoon Dong-Min 90' |

| Ulsan Hyundai                                                                            | 1–1 | Goyang KB Kookmin Bank                                                                                           |
| ---------------------------------------------------------------------------------------- | --- | --- |
| Kim Shin-Wook 74'                                                                        |     | Kang Seok-Koo 43'                                                                                                |
| Loạt sút luân lưu                                                                        |     | |
| Yoo Ho-Joon · Lee Sang-don · Lee Won-Jae · Hyun Young-Min · Lee Dong-Won · Park Joon-Tae | 5–7 | Park Seong-Jin · Han Soo-Bin · Kim Hyeon-Gi · Sin Seung-Pil · Ryu Byeong-Hoon · Yun Sang-Hyeok · Park Byeong-Won |

| Jeju United                                                      | 0–0 | Gangneung City                                         |
| ---------------------------------------------------------------- | --- | ------------------------------------------------------ |
|                                                                  |     |                                                        |
| Loạt sút luân lưu                                                |     |                                                        |
| Ricardo · Chun Jae-Woon · Shim Young-Sung · Gu Ja-Cheol · Jóbson | 5–3 | Go Min-Gi · Kim Yong-hee · Park Gyung-Sam · Na Il-Gyun |

| Daejeon Citizen                        | 2–0 | Cheonan City |
| -------------------------------------- | --- | ------------ |
| Ko Chang-Hyun 27' · Lee Kyung-Hwan 89' |     |              |

| Daegu FC                                            | 3–1 | Suwon City         |
| --------------------------------------------------- | --- | ------------------ |
| Cho Hyung-Ik 59' · Popović 61' · Lee Hyun-Chang 68' |     | Park Jong-Chan 51' |

| Chunnam Dragons                        | 2–1 | Daejeon KHNP        |
| -------------------------------------- | --- | ------------------- |
| Kim Myung-Woon 19' · Adriano Chuva 88' |     | Kim Jeong-Gyeom 32' |

| Gangwon FC                                                                          | 2–2 | Incheon Korail                                                                               |
| ----------------------------------------------------------------------------------- | --- | -------------------------------------------------------------------------------------------- |
| Lee Se-In 27' 47'                                                                   |     | Kim Hyung-Woon 24' · Huh Shin-Young 59'                                                      |
| Loạt sút luân lưu                                                                   |     |                                                                                              |
| Park Jong-Jin · Kwon Soon-Hyung · Lee Sung-Min · Caion · Lee Se-In · Jung Chul-Woon | 4–3 | Kim Heung-Seop · Han Byung-Yong · Bae Seul-Ki · Kang Hyun-Woo · Woo Ju-Young · Lee Kyung-Min |

| Seongnam Ilhwa Chunma                                  | 5–2 | Busan Transportation Corporation  |
| ------------------------------------------------------ | --- | --------------------------------- |
| Mota 4' 56' 78' · Han Dong-Won 49' · Cho Dong-Geon 79' |     | Ha Tae-Keun 24' · Jang Ji-Soo 83' |

| Jeonbuk Hyundai Motors | 1–0 | Changwon City |
| ---------------------- | --- | ------------- |
| Jin Kyung-Sun 69'      |     |               |

| Suwon Samsung Bluewings | 1–0 | Nowon Hummel Korea |
| ----------------------- | --- | ------------------ |
| Li Weifeng 69'          |     |                    |

| Busan I'Park                         | 2–1 | Ulsan Hyundai Mipo Dolphin |
| ------------------------------------ | --- | -------------------------- |
| Park Hee-Do 70' · Yang Dong-Hyun 71' |     | Kim Kyung-Ryeol 79'        |

| Yesan FC | 0–5 | Gwangju Sangmu                                                  |
| -------- | --- | --------------------------------------------------------------- |
|          |     | Park Won-Hong 17' 48' · Choi Jae-Soo 47' · Seo Min-Gook 55' 65' |

| FC Seoul                            | 2–0 | Gimhae City |
| ----------------------------------- | --- | ----------- |
| Kim Chi-Gon 56' · Lee Sang-Hyup 80' |     |             |

#### Vòng 16 đội
| Busan I'Park | 0–1 | Suwon Samsung Bluewings |
| ------------ | --- | ----------------------- |
|              |     | Baek Ji-Hoon 28'        |

| Goyang KB Kookmin Bank | 0–4 | Pohang Steelers                              |
| ---------------------- | --- | -------------------------------------------- |
|                        |     | Stevica Ristić 40' 54' · Kim Gi-Dong 49' 65' |

| Jeju United                                                                   | 1–1 (h.p) | Gwangju Sangmu                                                                          |
| ----------------------------------------------------------------------------- | --------- | --------------------------------------------------------------------------------------- |
| Bang Seung-Hwan 66'                                                           |           | Bae Hyo-Sung 90'                                                                        |
| Loạt sút luân lưu                                                             |           |                                                                                         |
| Ricardo · Shim Young-Sung · Jóbson · Cho Yong-Hyung · Choi Hyun-Youn · Vieira | 4–3       | Choi Won-Kwon · Kim Tae-Min · Park Jin-Ok · Park Won-Hong · Seo Min-Gook · Bae Hyo-Sung |

| Daejeon Citizen                    | 2–1 (h.p) | Đại học Kyunghee  |
| ---------------------------------- | --------- | ----------------- |
| Hwang Ji-Yoon 36' · Lee Je-Kyu 92' |           | Kim Hyung-Pil 61' |

| Chunnam Dragons    | 1–0 | Gangwon FC |
| ------------------ | --- | ---------- |
| Baek Seung-Min 52' |     |            |

| Jeonbuk Hyundai Motors                     | 3–1 | FC Seoul           |
| ------------------------------------------ | --- | ------------------ |
| Lee Hyun-Seung 20' · Lee Dong-Gook 55' 80' |     | Jung Jo-Gook 90+1' |

| Gyeongnam FC                                                                        | 0–0 (h.p) | Daegu FC                                                                                  |
| ----------------------------------------------------------------------------------- | --------- | ----------------------------------------------------------------------------------------- |
|                                                                                     |           |                                                                                           |
| Loạt sút luân lưu                                                                   |           |                                                                                           |
| Kim Dong-Chan · Lee Hun · Song Ho-Young · Kazuyuki Toda · Lee Jae-Il · Cho Jae-Yong | 4–5       | Lee Seul-Ki · Kim Ju-Hwan · Kim Min-Kyun · Bang Dae-Jong · Kim Chang-hee · Choi Jong-Hyuk |

| Seongnam Ilhwa Chunma | 1–0 | Đại học Chung-Ang |
| --------------------- | --- | ----------------- |
| Kim Jung-Woo 90+1'    |     |                   |

#### Tứ kết
| Daegu FC                                              | 1–1 (h.p) | Daejeon Citizen                                            |
| ----------------------------------------------------- | --------- | ---------------------------------------------------------- |
| Lee Seul-gi 49'                                       |           | Na Kwang-hyun 72'                                          |
| Loạt sút luân lưu                                     |           |                                                            |
| Lee Seul-gi · Bang Dae-jong · Valdeir · Kim Chang-hee | 3–5       | Kwon Jip · Kim Ji-min · Hwang Ji-yoon · Lee Je-kyu · Račić |

| Suwon Samsung Bluewings                                 | 3–0 | Chunnam Dragons |
| ------------------------------------------------------- | --- | --------------- |
| Lee Sang-ho 21' · Yang Sang-min 70' · Hong Soon-hak 90' |     |                 |

| Seongnam Ilhwa Chunma          | 2–1 | Pohang Steelers   |
| ------------------------------ | --- | ----------------- |
| Radončić 7' · Kim Jin-yong 65' |     | Park Hee-chul 37' |

| Jeju United                   | 2–5 (h.p) | Jeonbuk Hyundai Motors                                                      |
| ----------------------------- | --------- | --------------------------------------------------------------------------- |
| Koo Ja-cheol 65' · Jóbson 78' |           | Ha Dae-sung 13' · Lee Hyun-seung 59' · Lee Dong-gook 98' 102' · Eninho 115' |

#### Bán kết
| Suwon Samsung Bluewings                                 | 3–0 | Jeonbuk Hyundai Motors |
| ------------------------------------------------------- | --- | ---------------------- |
| Tiago 35' · Kim Do-Heon 53' · Wan Houliang 90+3' (l.n.) |     |                        |

| Daejeon Citizen | 0–1 | Seongnam Ilhwa Chunma |
| --------------- | --- | --------------------- |
|                 |     | Molina 30'            |

#### Chung kết
| Seongnam Ilhwa Chunma                                  | 1–1 (s.h.p.) | Suwon Samsung Bluewings                                 |
| ------------------------------------------------------ | ------------ | ------------------------------------------------------- |
| Radončić 27'                                           |              | Edu 87' (ph.đ.)                                         |
| Loạt sút luân lưu                                      |              |                                                         |
| Ognenovski · Radončić · Kim Sung-hwan · Jeon Kwang-Jin | 2–4          | Edu · Yang Sang-Min · Tiago · Kim Do-Heon · Kim Dae-Eui |

| Cúp FA Hàn Quốc 2009 Winners |
| ---------------------------- |
| Suwon Bluewings Lần Second   |

## Giải thưởng
- Cầu thủ xuất sắc nhất vòng đấu — Vòng 32 đội:  Mota (Seongnam Ilhwa Chunma)
- Cầu thủ xuất sắc nhất vòng đấu — Vòng 16 đội:  Kwon Sun-Tae (Jeonbuk Hyundai Motors)
- Cầu thủ xuất sắc nhất vòng đấu — Tứ kết:  Lee Dong-Gook (Jeonbuk Hyundai Motors)
- Cầu thủ xuất sắc nhất vòng đấu — Bán kết:  Kim Do-Heon (Suwon Bluewings)
- Cầu thủ xuất sắc nhất giải đấu:  Lee Woon-Jae (Suwon Bluewings)
- Vua phá lưới:  Stevica Ristić (Pohang Steelers) - 5 bàn